# 里亚舒-杜斯卡瓦卢斯
里亚舒-杜斯卡瓦卢斯是巴西帕拉伊巴州的一个市镇。总面积264.027平方公里，总人口7031人，人口密度26.6人/平方公里。